# Unité urbaine de Mussidan
L'unité urbaine de Mussidan est une unité urbaine française centrée sur la ville de Mussidan, dans le département de la Dordogne.

## Données globales
Dans le zonage réalisé par l'Insee en 1999, l'unité urbaine (l'agglomération) de Mussidan est composée de six communes, toutes en Dordogne, dans l'arrondissement de Périgueux.
En 2010, selon l'Insee, l'unité urbaine de Mussidan (code 24204) est composée des six mêmes communes.
Elle représentait jusqu'en 2019 le pôle urbain de l'aire urbaine de Mussidan qui s'étendait sur sept communes et qui a disparu en 2020.
Dans le nouveau zonage de l'Insee de 2020, les mêmes six communes forment toujours l'unité urbaine (code 24202).

### Composition
La liste ci-dessous, établie par ordre alphabétique, indique les communes appartenant à l'unité urbaine de Mussidan, selon la délimitation de 2020, avec leur population municipale, issue du recensement le plus récent :
| Nom                      | Code Insee | Statut | Superficie (km2) | Population (dernière pop. légale) | Densité (hab./km2) |
| ------------------------ | ---------- | ------ | ---------------- | --------------------------------- | ------------------ |
| Mussidan                 | 24299      |        | 3,85             | 2 778 (2022)                      | 722                |
| Saint-Front-de-Pradoux   | 24409      |        | 9,01             | 1 157 (2022)                      | 128                |
| Saint-Louis-en-l'Isle    | 24444      |        | 2,82             | 311 (2022)                        | 110                |
| Saint-Martin-l'Astier    | 24457      |        | 9,4              | 140 (2022)                        | 15                 |
| Saint-Médard-de-Mussidan | 24462      |        | 24,45            | 1 619 (2022)                      | 66                 |
| Sourzac                  | 24543      |        | 23,37            | 1 127 (2022)                      | 48                 |

## Évolution démographique
L'évolution démographique ci-dessous concerne l'unité urbaine selon le périmètre défini en 2020.
| 1936  | 1954  | 1962  | 1968  | 1975  | 1982  | 1990  | 1999  |
| ----- | ----- | ----- | ----- | ----- | ----- | ----- | ----- |
| 5 471 | 6 175 | 6 213 | 6 507 | 7 066 | 7 241 | 6 981 | 6 677 |

| 2006  | 2011  | 2016  | 2022  | - | - | - | - |
| ----- | ----- | ----- | ----- | - | - | - | - |
| 6 955 | 7 217 | 7 140 | 7 132 | - | - | - | - |

Histogramme

(élaboration graphique par Wikipédia)